# Klaus Eyferth
Klaus Eyferth (* 9. November 1928 in Jena; † 19. Juli 2012) war ein deutscher Psychologe, Hochschullehrer und Institutsdirektor. Seine Veröffentlichungen umfassen Untersuchungen über Wahrnehmungs- und Lernpsychologie.

## Werdegang

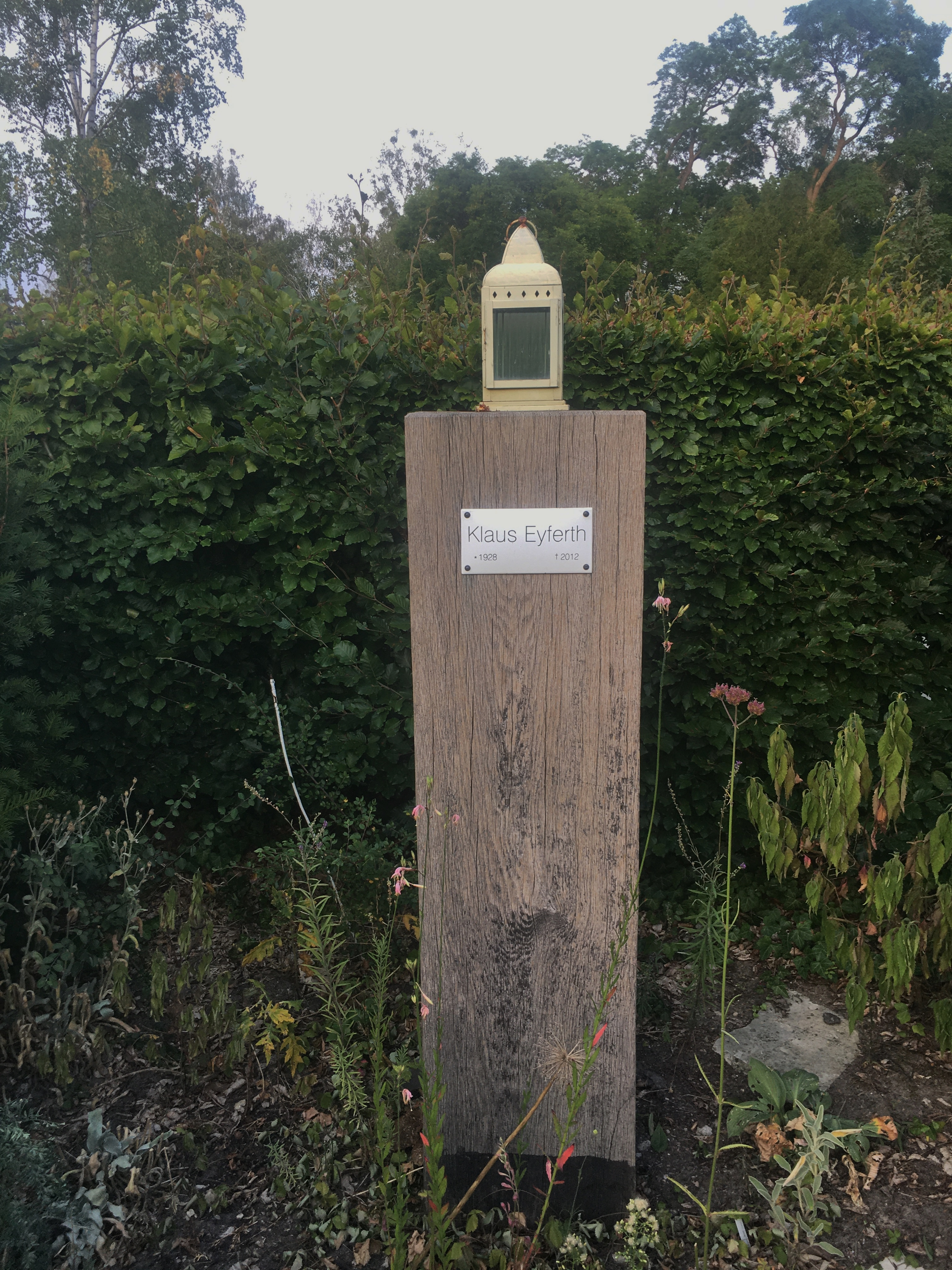
Grabstätte Klaus Eyferth

Eyferth studierte Psychologie an der Universität Hamburg, an der er 1954 sein Diplom erhielt, 1957 oder 1958 zum Dr. phil. promoviert wurde und sich 1962 oder 1964 habilitierte. Im Jahr 1958 heiratete er Ina Gröling. Aus der Ehe gingen drei Kinder hervor. In seiner Zeit an der Universität Hamburg erforschte er Intelligenzquotienten von Kindern deutscher Mütter, deren Väter in Deutschland stationierte amerikanische Soldaten schwarzer und weißer Hautfarbe waren. Eyferths Studie wurde zuerst unter dem Titel Eine Untersuchung der Neger-Mischlingskinder in Westdeutschland in der Fachzeitschrift Vita Humana im Jahr 1959 veröffentlicht.
1965 bis 1967 oder 1966 lehrte Eyferth als außerplanmäßiger Universitätsprofessor in Saarbrücken und von 1967, 1968 oder 1966 bis 1972 als Professor an der TH Darmstadt. 1973 trat er der Fakultät der Technischen Universität Berlin bei und gründete dort das Institut für Psychologie, dessen geschäftsführender Direktor er wurde. Als Mitglied der Deutschen Gesellschaft für Psychologie ließ er 1988 deren Konferenz in Berlin stattfinden. 1995 ging er in den Ruhestand und wurde im folgenden Jahr emeritierter Professor der TU Berlin. Er starb am 19. Juli 2012 im Alter von 83 Jahren und wurde auf dem Berliner Friedhof Zehlendorf (Feld 008-806) beigesetzt.